# Comunitat de municipis del Pays de Lesneven i de la côte des Légendes
La Comunitat de municipis del País de Lesneven i de la côte des Légendes (CCPI) (en bretó Bro Lesneven hag Aod ar Mojennoù) és una estructura intercomunal francesa del País de Brest, situada al département del Finisterre a la regió Bretanya. Té una extensió de 202 kilòmetres quadrats i una població de 25.712 habitants (2006).

## Composició
Està format per 15 communes :
- Brignogan-Plages
- Le Folgoët
- Goulven
- Guissény
- Kerlouan
- Kernilis
- Kernouës
- Lanarvily
- Lesneven
- Ploudaniel
- Plouider
- Plounéour-Trez
- Saint-Frégant
- Saint-Méen
- Trégarantec

## Equip de govern
Elegit en sessió del consell de 17 d'abril de 2008
- Joël Marchadour, president
- Jean-Yves Le Goff, 1r vicepresident
- Charlotte Abiven, vicepresidente
- Jean-Yves Salaün, vicepresident
- Pascal Goulaouic, vicepresident
- Bernard Tanguy, vicepresident
- Jean-Yves Bodennec, vicepresident
- Raphaël Rapin, vicepresident

## Competències
Aquesta comunitat de municipis té les següents competències :
- Acció sobre la feina pel desenvolupament, manteniment i la gestió de zones d'activitats industrials, comercials, artesanals (Mescoden a Ploudaniel, Le Parcou a Lesneven, Lanveur a Plounéour-Trez) o turistíques (Meneham a Kerlouan).
- Participació en el desenvolupament a llarg termini del País de Brest amb les altres comunitats que la componen
- Organització de línies especials de transport escolar, explotació d'un escorxador públic en el medi rural, d'un espai multifuncions amb vocació esportiva, cultural i socioeconòmica.
- Acció social a través de l'acompanyament de les persones a la recerca d'ocupació, de la millora de l'hàbitat i de la gestió dels bancs d'aliments.
- Desenvolupament d'una política ambiental i concertada a favor del temps lliure dels joves, suport al centre sociocultural, educació en la natació i vetllar pels escolars.
- Protecció del medi ambient mitjançant la recollida selectiva, el tractament i reciclatge dels residus domèstics i de les empreses.
- Participació en el desenvolupament turístic dut a termes per les oficines de turisme comunals i el País d'acollida turístic de Les Abers-Côte des Légendes, creació d'un organisme que federalitzi les senderes comunals i les cases de repòs.
- Facilitar l'accés a la cultura i a les manifestacions culturals i esportives.